# Arzhang

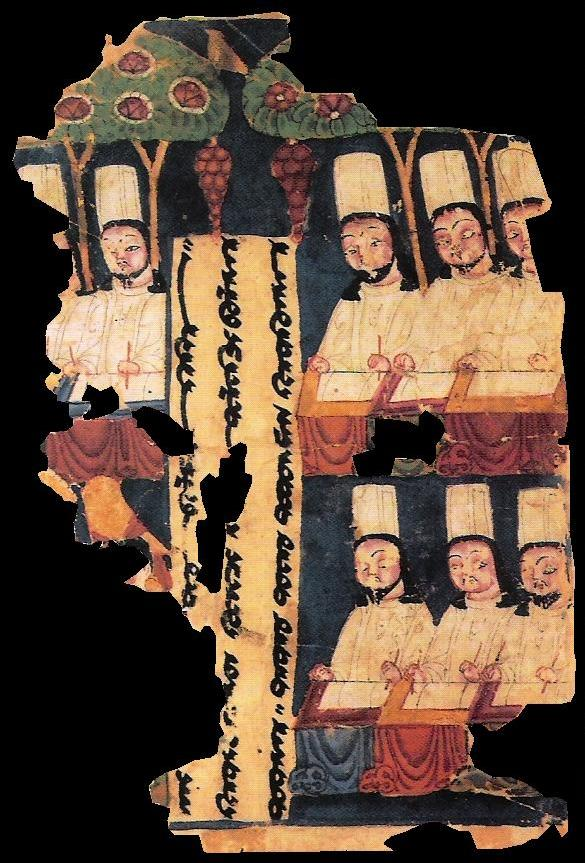
Prêtres manichéistes écrivant sur leur bureau, avec une écriture en sogdien (manuscrit de Qocho, bassin du Tarim). Une version ouïghoure-manichéenne d'un livre d'images.

L'Arzhang (moyen perse : Ārdahang ; persan : ارژنگ, Aržang ; parthe : dw bwngʾhyg [dō bunɣāhīg], litt. « Digne » ; copte : Eikōn, litt. « Icône »), également connu sous le nom de Livre d'images ou Livre d'images-icônes, était l'un des livres saints du manichéisme. Il a été écrit et illustré par son prophète, Mani, en syriaque, avec des reproductions postérieures écrites en sogdien. Il était unique en tant que texte sacré en ce qu'il contenait de nombreuses images conçues pour représenter la cosmogonie manichéenne, qui étaient considérées comme faisant partie intégrante du texte.
L'Arzhang original illustré par Mani a été perdu et son contenu exact est inconnu. On sait cependant que ses illustrations étaient d'une qualité appréciable et que des copies ont été conservées au Moyen-Orient jusqu'en 1092, date à laquelle la bibliothèque de Ghazni en possédait un exemplaire. Depuis la découverte d'œuvres manichéennes lors des expéditions allemandes de Turfan, les chercheurs ont commencé à reconstituer le style de l'Arzhang et à réévaluer l'influence de l'art manichéen en général.